# Euproctis melanopholis
Euproctis melanopholis är en fjärilsart som beskrevs av George Francis Hampson 1910. Euproctis melanopholis ingår i släktet Euproctis och familjen tofsspinnare. Inga underarter finns listade i Catalogue of Life.